# Vật lý bán cổ điển
Vật lý bán cổ điển, hoặc gọi tắt là bán cổ điển đề cập đến một lý thuyết trong đó có một phần của một hệ thống được mô tả theo kiểu cơ học lượng tử trong khi các phần khác được mô tả theo kiểu cổ điển. Ví dụ, các trường vật lý bên ngoài sẽ là không đổi, hoặc khi thay đổi sẽ được mô tả theo kiểu cổ điển. Nói chung, vật lý bán cổ điển là một sự phát triển theo lũy thừa của hằng số Plank, kết quả là vật lý cổ điển với lũy thừa 0, và xấp xỉ lần đầu tiên không tầm thường của lũy thừa (-1). Trong trường hợp này, có một liên kết rõ ràng giữa những hệ thống cơ học lượng tử và các xấp xỉ bán cổ điển và cổ điển có liên quan, vì nó có bề ngoài tương tự nhau đối với sự chuyển đổi từ quang vật lý sang quang hình học.

## Sách tham khảo
- R. Resnick; R. Eisberg (1985). Quantum Physics of Atoms, Molecules, Solids, Nuclei and Particles (ấn bản thứ 2). John Wiley & Sons. ISBN 978-0-471-87373-0.
- P.A.M. Dirac (1981). Principles of Quantum Mechanics (ấn bản thứ 4). Clarendon Press. ISBN 978-0-19-852011-5.
- W. Pauli (1980). General Principles of Quantum Mechanics. Springer. ISBN 3-540-09842-9.
- R.P. Feynman; R.B. Leighton; M. Sands (1965). Feynman Lectures on Physics. Quyển 3. Addison-Wesley. ISBN 0-201-02118-8.
- C.B. Parker (1994). McGraw-Hill Encyclopaedia of Physics (ấn bản thứ 2). McGraw-Hill. ISBN 0-07-051400-3.